# Eleições legislativas portuguesas de 2005 no distrito de Santarém
| Eleições legislativas portuguesas de 2005 Distritos: Aveiro \| Beja \| Braga \| Bragança \| Castelo Branco \| Coimbra \| Évora \| Faro \| Guarda \| Leiria \| Lisboa \| Portalegre \| Porto \| Santarém \| Setúbal \| Viana do Castelo \| Vila Real \| Viseu \| Açores \| Madeira \| Estrangeiro |

## Resultados por Concelho
Os resultados nos concelhos do Distrito de Santarém foram os seguintes:

### Abrantes
| Partido                 | Partido                        | Votos  | %               | +/-   |
| ----------------------- | ------------------------------ | ------ | --------------- | ----- |
|                         | Partido Socialista             | 13 195 | 54,32 / 100,00  | 7,41  |
|                         | Partido Social Democrata       | 4 902  | 20,18 / 100,00  | 10,14 |
|                         | Bloco de Esquerda              | 1 826  | 7,52 / 100,00   | 4,37  |
|                         | Coligação Democrática Unitária | 1 735  | 7,14 / 100,00   | 0,20  |
|                         | Partido Popular                | 1 299  | 5,35 / 100,00   | 2,44  |
|                         | PCTP/MRPP                      | 284    | 1,17 / 100,00   | 0,31  |
|                         | Outros                         | 355    | 1,46 / 100,00   |       |
| Votos Inválidos         | Votos Inválidos                | 694    | 2,86 / 100,00   | 0,54  |
| Total                   | Total                          | 24 290 | 100,00 / 100,00 |       |
| Eleitorado/Participação | Eleitorado/Participação        | 37 780 | 64,29 / 100,00  | 3,10  |

| Freguesia               | %     | %     | %     | %     | %    | %    | Votantes |
| Freguesia               | PS    | PSD   | BE    | CDU   | PP   | PCTP | Votantes |
| ----------------------- | ----- | ----- | ----- | ----- | ---- | ---- | -------- |
| Abrantes (São João)     | 53,62 | 22,17 | 7,51  | 5,19  | 7,51 | 0,46 | 1 078    |
| Abrantes (São Vicente)  | 49,88 | 22,68 | 9,50  | 5,63  | 6,87 | 0,89 | 5 634    |
| Aldeia do Mato          | 16,46 | 72,64 | 1,45  | 0,24  | 2,91 | 0    | 413      |
| Alferrarede             | 52,18 | 21,82 | 6,97  | 6,22  | 7,22 | 0,95 | 2 411    |
| Alvega                  | 59,80 | 19,80 | 3,00  | 5,60  | 5,20 | 2,00 | 1 000    |
| Bemposta                | 62,78 | 15,29 | 6,64  | 7,41  | 3,17 | 1,31 | 1 295    |
| Carvalhal               | 51,26 | 32,10 | 4,37  | 2,02  | 4,71 | 1,18 | 595      |
| Concavada               | 75,97 | 4,91  | 5,94  | 6,72  | 3,10 | 1,81 | 387      |
| Fontes                  | 42,12 | 36,33 | 2,99  | 2,40  | 8,78 | 0,80 | 501      |
| Martinchel              | 40,46 | 31,30 | 4,83  | 7,63  | 7,63 | 1,02 | 393      |
| Mouriscas               | 50,24 | 21,54 | 5,37  | 9,27  | 6,67 | 1,79 | 1 230    |
| Pego                    | 65,58 | 10,98 | 6,50  | 8,88  | 2,98 | 1,76 | 1 476    |
| Rio de Moinhos          | 58,08 | 18,56 | 5,34  | 6,28  | 5,61 | 1,20 | 749      |
| Rossio ao Sul do Tejo   | 59,42 | 15,22 | 8,06  | 6,32  | 6,25 | 1,67 | 1 439    |
| São Facundo             | 58,58 | 13,22 | 12,13 | 11,31 | 1,23 | 0,82 | 734      |
| São Miguel do Rio Torto | 60,50 | 14,81 | 6,13  | 9,95  | 3,64 | 1,10 | 1 729    |
| Souto                   | 29,69 | 41,67 | 3,13  | 3,39  | 8,33 | 2,08 | 384      |
| Tramagal                | 55,79 | 13,22 | 11,49 | 11,62 | 3,07 | 1,26 | 2 375    |
| Vale das Mós            | 68,31 | 7,71  | 6,00  | 13,49 | 0,64 | 0,64 | 467      |
| Abrantes                | 54,32 | 20,18 | 7,52  | 7,14  | 5,35 | 1,17 | 24 290   |

### Alcanena
| Partido                 | Partido                        | Votos  | %               | +/-   |
| ----------------------- | ------------------------------ | ------ | --------------- | ----- |
|                         | Partido Socialista             | 3 471  | 41,25 / 100,00  | 6,82  |
|                         | Partido Social Democrata       | 2 493  | 29,63 / 100,00  | 11,46 |
|                         | Coligação Democrática Unitária | 749    | 8,90 / 100,00   | 0,24  |
|                         | Partido Popular                | 710    | 8,44 / 100,00   | 0,92  |
|                         | Bloco de Esquerda              | 523    | 6,22 / 100,00   | 3,99  |
|                         | PCTP/MRPP                      | 100    | 1,19 / 100,00   | 0,46  |
|                         | Outros                         | 109    | 1,30 / 100,00   |       |
| Votos Inválidos         | Votos Inválidos                | 259    | 3,08 / 100,00   | 0,75  |
| Total                   | Total                          | 8 414  | 100,00 / 100,00 |       |
| Eleitorado/Participação | Eleitorado/Participação        | 12 535 | 67,12 / 100,00  | 1,81  |

| Freguesia              | %     | %     | %     | %     | %     | %    | Votantes |
| Freguesia              | PS    | PSD   | CDU   | PP    | BE    | PCTP | Votantes |
| ---------------------- | ----- | ----- | ----- | ----- | ----- | ---- | -------- |
| Alcanena               | 43,64 | 26,44 | 11,07 | 8,29  | 6,05  | 1,24 | 2 413    |
| Bugalhos               | 52,58 | 20,25 | 11,37 | 4,44  | 5,86  | 1,42 | 563      |
| Espinheiro             | 55,09 | 20,35 | 11,06 | 2,88  | 7,08  | 0,88 | 452      |
| Louriceira             | 44,92 | 18,46 | 12,62 | 5,85  | 9,54  | 2,46 | 325      |
| Malhou                 | 58,80 | 15,45 | 12,23 | 2,36  | 6,44  | 1,50 | 466      |
| Minde                  | 29,59 | 42,29 | 5,08  | 11,77 | 5,47  | 0,83 | 2 048    |
| Moitas Venda           | 34,68 | 37,15 | 1,94  | 11,97 | 4,40  | 0,88 | 568      |
| Monsanto               | 48,29 | 18,66 | 11,13 | 6,16  | 10,96 | 1,54 | 584      |
| Serra de Santo António | 27,63 | 52,74 | 0,23  | 13,93 | 1,83  | 0    | 438      |
| Vila Moreira           | 44,34 | 17,95 | 15,98 | 6,46  | 7,54  | 2,15 | 557      |
| Alcanena               | 41,25 | 29,63 | 8,90  | 8,44  | 6,22  | 1,19 | 8 414    |

### Almeirim
| Partido                 | Partido                        | Votos  | %               | +/-   |
| ----------------------- | ------------------------------ | ------ | --------------- | ----- |
|                         | Partido Socialista             | 6 690  | 56,81 / 100,00  | 10,12 |
|                         | Partido Social Democrata       | 2 144  | 18,20 / 100,00  | 10,23 |
|                         | Coligação Democrática Unitária | 1 212  | 10,29 / 100,00  | 0,49  |
|                         | Bloco de Esquerda              | 636    | 5,40 / 100,00   | 2,96  |
|                         | Partido Popular                | 538    | 4,57 / 100,00   | 3,35  |
|                         | Outros                         | 250    | 2,11 / 100,00   |       |
| Votos Inválidos         | Votos Inválidos                | 307    | 2,61 / 100,00   | 0,54  |
| Total                   | Total                          | 11 777 | 100,00 / 100,00 |       |
| Eleitorado/Participação | Eleitorado/Participação        | 18 656 | 63,13 / 100,00  | 3,85  |

| Freguesia            | %     | %     | %     | %    | %    | Votantes |
| Freguesia            | PS    | PSD   | CDU   | BE   | PP   | Votantes |
| -------------------- | ----- | ----- | ----- | ---- | ---- | -------- |
| Almeirim             | 51,93 | 21,83 | 8,94  | 6,58 | 5,82 | 6 311    |
| Benfica do Ribatejo  | 62,56 | 8,84  | 18,20 | 3,72 | 3,02 | 1 720    |
| Fazendas de Almeirim | 61,51 | 16,85 | 9,25  | 4,17 | 3,13 | 3 383    |
| Raposa               | 70,52 | 12,12 | 6,06  | 4,41 | 3,58 | 363      |
| Almeirim             | 56,81 | 18,20 | 10,29 | 5,40 | 4,57 | 11 777   |

### Alpiarça
| Partido                 | Partido                        | Votos | %               | +/-  |
| ----------------------- | ------------------------------ | ----- | --------------- | ---- |
|                         | Partido Socialista             | 2 144 | 47,49 / 100,00  | 4,50 |
|                         | Coligação Democrática Unitária | 1 436 | 31,81 / 100,00  | 0,61 |
|                         | Partido Social Democrata       | 394   | 8,73 / 100,00   | 6,62 |
|                         | Bloco de Esquerda              | 209   | 4,63 / 100,00   | 2,20 |
|                         | Partido Popular                | 147   | 3,26 / 100,00   | 0,27 |
|                         | PCTP/MRPP                      | 54    | 1,20 / 100,00   | 0,40 |
|                         | Outros                         | 31    | 0,69 / 100,00   |      |
| Votos Inválidos         | Votos Inválidos                | 100   | 2,22 / 100,00   | 0,41 |
| Total                   | Total                          | 4 515 | 100,00 / 100,00 |      |
| Eleitorado/Participação | Eleitorado/Participação        | 6 536 | 69,08 / 100,00  | 3,72 |

| Freguesia | %     | %     | %    | %    | %    | %    | Votantes |
| Freguesia | PS    | CDU   | PSD  | BE   | PP   | PCTP | Votantes |
| --------- | ----- | ----- | ---- | ---- | ---- | ---- | -------- |
| Alpiarça  | 47,49 | 31,81 | 8,73 | 4,63 | 3,26 | 1,20 | 4 515    |
| Alpiarça  | 47,49 | 31,81 | 8,73 | 4,63 | 3,26 | 1,20 | 4 515    |

### Benavente
| Partido                 | Partido                        | Votos  | %               | +/-   |
| ----------------------- | ------------------------------ | ------ | --------------- | ----- |
|                         | Partido Socialista             | 4 983  | 44,31 / 100,00  | 8,74  |
|                         | Partido Social Democrata       | 2 045  | 18,19 / 100,00  | 10,62 |
|                         | Coligação Democrática Unitária | 2 011  | 17,88 / 100,00  | 1,10  |
|                         | Bloco de Esquerda              | 912    | 8,11 / 100,00   | 4,63  |
|                         | Partido Popular                | 663    | 5,90 / 100,00   | 3,33  |
|                         | PCTP/MRPP                      | 175    | 1,56 / 100,00   | 0,52  |
|                         | Outros                         | 139    | 1,24 / 100,00   |       |
| Votos Inválidos         | Votos Inválidos                | 317    | 2,82 / 100,00   | 1,00  |
| Total                   | Total                          | 11 245 | 100,00 / 100,00 |       |
| Eleitorado/Participação | Eleitorado/Participação        | 18 566 | 60,57 / 100,00  | 4,68  |

| Freguesia      | %     | %     | %     | %    | %    | %    | Votantes |
| Freguesia      | PS    | PSD   | CDU   | BE   | PP   | PCTP | Votantes |
| -------------- | ----- | ----- | ----- | ---- | ---- | ---- | -------- |
| Barrosa        | 54,15 | 6,59  | 24,07 | 9,46 | 0,86 | 1,72 | 349      |
| Benavente      | 40,95 | 18,35 | 19,98 | 8,64 | 6,87 | 1,22 | 3 783    |
| Samora Correia | 45,99 | 18,54 | 15,76 | 8,07 | 5,71 | 1,70 | 6 397    |
| Santo Estêvão  | 42,32 | 19,83 | 22,77 | 5,03 | 4,89 | 1,96 | 716      |
| Benavente      | 44,31 | 18,19 | 17,88 | 8,11 | 5,90 | 1,56 | 11 245   |

### Cartaxo
| Partido                 | Partido                        | Votos  | %               | +/-   |
| ----------------------- | ------------------------------ | ------ | --------------- | ----- |
|                         | Partido Socialista             | 6 777  | 53,09 / 100,00  | 7,61  |
|                         | Partido Social Democrata       | 2 395  | 18,76 / 100,00  | 11,13 |
|                         | Coligação Democrática Unitária | 1 248  | 9,78 / 100,00   | 0,67  |
|                         | Bloco de Esquerda              | 993    | 7,78 / 100,00   | 4,61  |
|                         | Partido Popular                | 653    | 5,12 / 100,00   | 2,84  |
|                         | Outros                         | 291    | 2,29 / 100,00   |       |
| Votos Inválidos         | Votos Inválidos                | 408    | 3,19 / 100,00   | 0,63  |
| Total                   | Total                          | 12 765 | 100,00 / 100,00 |       |
| Eleitorado/Participação | Eleitorado/Participação        | 19 501 | 65,46 / 100,00  | 3,53  |

| Freguesia           | %     | %     | %     | %     | %    | Votantes |
| Freguesia           | PS    | PSD   | CDU   | BE    | PP   | Votantes |
| ------------------- | ----- | ----- | ----- | ----- | ---- | -------- |
| Cartaxo             | 47,58 | 23,21 | 8,91  | 8,50  | 6,48 | 5 351    |
| Ereira              | 56,19 | 10,24 | 15,00 | 11,67 | 2,86 | 420      |
| Lapa                | 57,90 | 22,01 | 5,17  | 6,94  | 3,10 | 677      |
| Pontével            | 58,16 | 14,02 | 10,55 | 7,61  | 4,15 | 2 483    |
| Valada              | 56,45 | 11,83 | 19,35 | 4,30  | 3,05 | 558      |
| Vale da Pedra       | 50,83 | 15,28 | 14,55 | 7,69  | 4,78 | 962      |
| Vale da Pinta       | 55,29 | 16,30 | 9,89  | 7,80  | 4,60 | 718      |
| Vila Chã de Ourique | 60,03 | 17,73 | 5,76  | 6,20  | 4,64 | 1 596    |
| Cartaxo             | 53,09 | 18,76 | 9,78  | 7,78  | 5,12 | 12 765   |

### Chamusca
| Partido                 | Partido                        | Votos | %               | +/-  |
| ----------------------- | ------------------------------ | ----- | --------------- | ---- |
|                         | Partido Socialista             | 3 455 | 55,40 / 100,00  | 9,76 |
|                         | Coligação Democrática Unitária | 938   | 15,04 / 100,00  | 1,63 |
|                         | Partido Social Democrata       | 883   | 14,16 / 100,00  | 9,79 |
|                         | Partido Popular                | 340   | 5,45 / 100,00   | 2,11 |
|                         | Bloco de Esquerda              | 319   | 5,11 / 100,00   | 3,13 |
|                         | PCTP/MRPP                      | 100   | 1,60 / 100,00   | 0,45 |
|                         | Outros                         | 67    | 1,07 / 100,00   |      |
| Votos Inválidos         | Votos Inválidos                | 135   | 2,16 / 100,00   | 0,06 |
| Total                   | Total                          | 6 237 | 100,00 / 100,00 |      |
| Eleitorado/Participação | Eleitorado/Participação        | 9 844 | 63,36 / 100,00  | 5,89 |

| Freguesia       | %     | %     | %     | %    | %    | %    | Votantes |
| Freguesia       | PS    | CDU   | PSD   | PP   | BE   | PCTP | Votantes |
| --------------- | ----- | ----- | ----- | ---- | ---- | ---- | -------- |
| Carregueira     | 57,91 | 12,48 | 12,23 | 5,46 | 6,04 | 1,71 | 1 226    |
| Chamusca        | 48,51 | 17,50 | 14,01 | 7,87 | 7,54 | 1,40 | 2 148    |
| Chouto          | 56,93 | 11,21 | 17,11 | 5,60 | 2,36 | 2,95 | 339      |
| Parreira        | 55,13 | 7,81  | 28,79 | 2,90 | 2,23 | 0,89 | 448      |
| Pinheiro Grande | 61,54 | 12,70 | 11,45 | 5,37 | 3,94 | 1,25 | 559      |
| Ulme            | 70,37 | 6,77  | 14,27 | 3,26 | 2,42 | 0,97 | 827      |
| Vale de Cavalos | 48,84 | 30,29 | 9,13  | 2,17 | 3,33 | 2,90 | 690      |
| Chamusca        | 55,40 | 15,04 | 14,16 | 5,45 | 5,11 | 1,60 | 6 237    |

### Constância
| Partido                 | Partido                        | Votos | %               | +/-  |
| ----------------------- | ------------------------------ | ----- | --------------- | ---- |
|                         | Partido Socialista             | 1 372 | 59,57 / 100,00  | 9,57 |
|                         | Partido Social Democrata       | 318   | 13,81 / 100,00  | 9,64 |
|                         | Coligação Democrática Unitária | 238   | 10,33 / 100,00  | 1,37 |
|                         | Bloco de Esquerda              | 155   | 6,73 / 100,00   | 4,85 |
|                         | Partido Popular                | 107   | 4,65 / 100,00   | 3,15 |
|                         | PCTP/MRPP                      | 28    | 1,22 / 100,00   | 0,42 |
|                         | Outros                         | 28    | 1,21 / 100,00   |      |
| Votos Inválidos         | Votos Inválidos                | 57    | 2,47 / 100,00   | 0,82 |
| Total                   | Total                          | 2 303 | 100,00 / 100,00 |      |
| Eleitorado/Participação | Eleitorado/Participação        | 3 325 | 69,26 / 100,00  | 3,54 |

| Freguesia                  | %     | %     | %     | %    | %    | %    | Votantes |
| Freguesia                  | PS    | PSD   | CDU   | BE   | PP   | PCTP | Votantes |
| -------------------------- | ----- | ----- | ----- | ---- | ---- | ---- | -------- |
| Constância                 | 53,32 | 14,69 | 11,87 | 6,24 | 8,85 | 1,01 | 497      |
| Montalvo                   | 59,62 | 18,38 | 6,95  | 6,66 | 4,34 | 0,58 | 691      |
| Santa Margarida da Coutada | 62,33 | 10,58 | 11,75 | 7,00 | 2,96 | 1,70 | 1 115    |
| Constância                 | 59,57 | 13,81 | 10,33 | 6,73 | 4,65 | 1,22 | 2 303    |

### Coruche
| Partido                 | Partido                        | Votos  | %               | +/-  |
| ----------------------- | ------------------------------ | ------ | --------------- | ---- |
|                         | Partido Socialista             | 5 936  | 49,58 / 100,00  | 7,70 |
|                         | Coligação Democrática Unitária | 2 571  | 21,48 / 100,00  | 0,50 |
|                         | Partido Social Democrata       | 1 885  | 15,75 / 100,00  | 8,92 |
|                         | Bloco de Esquerda              | 566    | 4,73 / 100,00   | 3,25 |
|                         | Partido Popular                | 482    | 4,03 / 100,00   | 3,73 |
|                         | PCTP/MRPP                      | 130    | 1,09 / 100,00   | 0,42 |
|                         | Outros                         | 138    | 1,16 / 100,00   |      |
| Votos Inválidos         | Votos Inválidos                | 264    | 2,20 / 100,00   | 0,62 |
| Total                   | Total                          | 11 972 | 100,00 / 100,00 |      |
| Eleitorado/Participação | Eleitorado/Participação        | 19 331 | 61,93 / 100,00  | 2,18 |

| Freguesia            | %     | %     | %     | %    | %    | %    | Votantes |
| Freguesia            | PS    | CDU   | PSD   | BE   | PP   | PCTP | Votantes |
| -------------------- | ----- | ----- | ----- | ---- | ---- | ---- | -------- |
| Biscainho            | 46,40 | 8,50  | 29,94 | 4,44 | 6,47 | 0,37 | 541      |
| Branca               | 54,38 | 13,60 | 19,10 | 3,37 | 3,82 | 1,69 | 890      |
| Coruche              | 50,65 | 13,16 | 20,31 | 6,04 | 5,48 | 0,81 | 4 948    |
| Couço                | 32,68 | 53,60 | 6,79  | 2,24 | 0,94 | 1,65 | 2 237    |
| Erra                 | 50,61 | 26,30 | 8,10  | 6,27 | 3,06 | 1,99 | 654      |
| Fajarda              | 59,56 | 17,29 | 10,11 | 5,76 | 3,54 | 0,91 | 989      |
| Santana do Mato      | 52,76 | 19,33 | 15,41 | 4,51 | 3,34 | 0,29 | 688      |
| São José da Lamarosa | 66,44 | 7,61  | 13,37 | 3,32 | 4,20 | 1,17 | 1 025    |
| Coruche              | 49,58 | 21,48 | 15,75 | 4,73 | 4,03 | 1,09 | 11 972   |

### Entroncamento
| Partido                 | Partido                        | Votos  | %               | +/-   |
| ----------------------- | ------------------------------ | ------ | --------------- | ----- |
|                         | Partido Socialista             | 5 099  | 47,38 / 100,00  | 4,76  |
|                         | Partido Social Democrata       | 2 245  | 20,86 / 100,00  | 10,85 |
|                         | Bloco de Esquerda              | 1 378  | 12,80 / 100,00  | 6,36  |
|                         | Coligação Democrática Unitária | 761    | 7,07 / 100,00   | 0,76  |
|                         | Partido Popular                | 722    | 6,71 / 100,00   | 1,30  |
|                         | Outros                         | 205    | 1,90 / 100,00   |       |
| Votos Inválidos         | Votos Inválidos                | 352    | 3,27 / 100,00   | 1,06  |
| Total                   | Total                          | 10 762 | 100,00 / 100,00 |       |
| Eleitorado/Participação | Eleitorado/Participação        | 15 651 | 68,76 / 100,00  | 3,65  |

| Freguesia         | %     | %     | %     | %    | %    | Votantes |
| Freguesia         | PS    | PSD   | BE    | CDU  | PP   | Votantes |
| ----------------- | ----- | ----- | ----- | ---- | ---- | -------- |
| São João Baptista | 47,38 | 20,86 | 12,80 | 7,07 | 6,71 | 10 762   |
| Entroncamento     | 47,38 | 20,86 | 12,80 | 7,07 | 6,71 | 10 762   |

### Ferreira do Zêzere
| Partido                 | Partido                        | Votos | %               | +/-   |
| ----------------------- | ------------------------------ | ----- | --------------- | ----- |
|                         | Partido Social Democrata       | 2 267 | 41,32 / 100,00  | 15,63 |
|                         | Partido Socialista             | 2 092 | 38,13 / 100,00  | 10,05 |
|                         | Partido Popular                | 470   | 8,57 / 100,00   | 0,60  |
|                         | Bloco de Esquerda              | 185   | 3,37 / 100,00   | 2,55  |
|                         | Coligação Democrática Unitária | 106   | 1,93 / 100,00   | 0,49  |
|                         | Outros                         | 139   | 2,53 / 100,00   |       |
| Votos Inválidos         | Votos Inválidos                | 228   | 4,15 / 100,00   | 2,02  |
| Total                   | Total                          | 5 487 | 100,00 / 100,00 |       |
| Eleitorado/Participação | Eleitorado/Participação        | 8 070 | 67,99 / 100,00  | 1,02  |

| Freguesia             | %     | %     | %     | %    | %    | Votantes |
| Freguesia             | PSD   | PS    | PP    | BE   | CDU  | Votantes |
| --------------------- | ----- | ----- | ----- | ---- | ---- | -------- |
| Águas Belas           | 28,61 | 50,28 | 10,06 | 3,97 | 2,12 | 706      |
| Areias                | 55,61 | 23,69 | 8,34  | 3,09 | 1,54 | 971      |
| Beco                  | 49,27 | 36,03 | 5,82  | 1,62 | 1,78 | 619      |
| Chãos                 | 52,84 | 24,69 | 10,37 | 1,98 | 0,49 | 405      |
| Dornes                | 37,47 | 42,62 | 11,01 | 4,22 | 0,94 | 427      |
| Ferreira do Zêzere    | 32,38 | 45,45 | 7,66  | 4,78 | 2,87 | 1 254    |
| Igreja Nova do Sobral | 43,05 | 39,01 | 8,74  | 2,24 | 0,90 | 446      |
| Paio Mendes           | 33,43 | 41,93 | 9,92  | 2,83 | 3,97 | 353      |
| Pias                  | 42,48 | 35,95 | 7,52  | 3,59 | 1,63 | 306      |
| Ferreira do Zêzere    | 41,32 | 38,13 | 8,57  | 3,37 | 1,93 | 5 487    |

### Golegã
| Partido                 | Partido                        | Votos | %               | +/-  |
| ----------------------- | ------------------------------ | ----- | --------------- | ---- |
|                         | Partido Socialista             | 1 489 | 49,00 / 100,00  | 2,91 |
|                         | Partido Social Democrata       | 538   | 17,70 / 100,00  | 7,01 |
|                         | Coligação Democrática Unitária | 482   | 15,86 / 100,00  | 1,82 |
|                         | Partido Popular                | 196   | 6,45 / 100,00   | 2,83 |
|                         | Bloco de Esquerda              | 183   | 6,02 / 100,00   | 3,73 |
|                         | PCTP/MRPP                      | 48    | 1,58 / 100,00   | 0,64 |
|                         | Outros                         | 34    | 1,12 / 100,00   |      |
| Votos Inválidos         | Votos Inválidos                | 69    | 2,27 / 100,00   | 0,53 |
| Total                   | Total                          | 3 039 | 100,00 / 100,00 |      |
| Eleitorado/Participação | Eleitorado/Participação        | 4 754 | 63,93 / 100,00  | 3,58 |

| Freguesia | %     | %     | %     | %    | %    | %    | Votantes |
| Freguesia | PS    | PSD   | CDU   | PP   | BE   | PCTP | Votantes |
| --------- | ----- | ----- | ----- | ---- | ---- | ---- | -------- |
| Azinhaga  | 49,11 | 11,05 | 27,63 | 4,07 | 5,11 | 1,77 | 959      |
| Golegã    | 48,94 | 20,77 | 10,43 | 7,55 | 6,44 | 1,49 | 2 080    |
| Golegã    | 49,00 | 17,70 | 15,86 | 6,45 | 6,02 | 1,58 | 3 039    |

### Mação
| Partido                 | Partido                        | Votos | %               | +/-   |
| ----------------------- | ------------------------------ | ----- | --------------- | ----- |
|                         | Partido Socialista             | 2 488 | 43,51 / 100,00  | 7,92  |
|                         | Partido Social Democrata       | 2 066 | 36,13 / 100,00  | 11,99 |
|                         | Partido Popular                | 440   | 7,69 / 100,00   | 0,13  |
|                         | Bloco de Esquerda              | 213   | 3,73 / 100,00   | 2,46  |
|                         | Coligação Democrática Unitária | 185   | 3,24 / 100,00   | 0,07  |
|                         | Partido da Nova Democracia     | 58    | 1,01 / 100,00   | Novo  |
|                         | Outros                         | 77    | 1,33 / 100,00   |       |
| Votos Inválidos         | Votos Inválidos                | 191   | 3,34 / 100,00   | 1,15  |
| Total                   | Total                          | 5 718 | 100,00 / 100,00 |       |
| Eleitorado/Participação | Eleitorado/Participação        | 8 062 | 70,93 / 100,00  | 1,09  |

| Freguesia  | %     | %     | %     | %    | %    | %    | Votantes |
| Freguesia  | PS    | PSD   | PP    | BE   | CDU  | PND  | Votantes |
| ---------- | ----- | ----- | ----- | ---- | ---- | ---- | -------- |
| Aboboreira | 48,29 | 31,20 | 10,47 | 2,35 | 0,85 | 0,85 | 468      |
| Amêndoa    | 35,23 | 44,09 | 9,07  | 3,80 | 1,27 | 1,27 | 474      |
| Cardigos   | 22,83 | 56,79 | 13,00 | 1,17 | 0,94 | 1,29 | 854      |
| Carvoeiro  | 42,73 | 45,71 | 3,33  | 2,28 | 1,23 | 0,53 | 571      |
| Envendos   | 48,72 | 36,86 | 4,97  | 3,44 | 1,91 | 0,64 | 784      |
| Mação      | 50,28 | 24,55 | 6,59  | 5,62 | 6,52 | 0,83 | 1 442    |
| Ortiga     | 53,42 | 22,86 | 5,77  | 5,98 | 5,98 | 0,43 | 468      |
| Penhascoso | 45,51 | 32,72 | 8,68  | 3,81 | 3,50 | 2,28 | 657      |
| Mação      | 43,51 | 36,13 | 7,69  | 3,73 | 3,24 | 1,01 | 5 718    |

### Ourém
| Partido                 | Partido                        | Votos  | %               | +/-   |
| ----------------------- | ------------------------------ | ------ | --------------- | ----- |
|                         | Partido Social Democrata       | 13 186 | 52,88 / 100,00  | 14,52 |
|                         | Partido Socialista             | 5 994  | 24,04 / 100,00  | 7,36  |
|                         | Partido Popular                | 3 198  | 12,82 / 100,00  | 2,20  |
|                         | Bloco de Esquerda              | 824    | 3,30 / 100,00   | 2,02  |
|                         | Coligação Democrática Unitária | 333    | 1,34 / 100,00   | 0,01  |
|                         | Outros                         | 425    | 1,70 / 100,00   |       |
| Votos Inválidos         | Votos Inválidos                | 976    | 3,92 / 100,00   | 2,34  |
| Total                   | Total                          | 24 936 | 100,00 / 100,00 |       |
| Eleitorado/Participação | Eleitorado/Participação        | 37 648 | 66,23 / 100,00  | 0,46  |

| Freguesia                       | %     | %     | %     | %    | %    | Votantes |
| Freguesia                       | PSD   | PS    | PP    | BE   | CDU  | Votantes |
| ------------------------------- | ----- | ----- | ----- | ---- | ---- | -------- |
| Alburitel                       | 35,02 | 42,23 | 4,93  | 6,57 | 1,52 | 791      |
| Atouguia                        | 59,97 | 20,52 | 10,30 | 2,59 | 1,66 | 1 389    |
| Casal dos Bernardos             | 65,91 | 12,72 | 14,85 | 1,14 | 0,65 | 613      |
| Caxarias                        | 43,49 | 31,92 | 13,63 | 3,71 | 1,12 | 1 159    |
| Cercal                          | 59,55 | 13,02 | 18,75 | 1,39 | 0,35 | 576      |
| Espite                          | 55,44 | 21,13 | 13,17 | 2,91 | 1,07 | 653      |
| Fátima                          | 59,72 | 15,79 | 15,22 | 3,24 | 0,69 | 5 243    |
| Formigais                       | 53,04 | 26,72 | 10,93 | 1,62 | 1,62 | 247      |
| Freixianda                      | 65,53 | 14,95 | 12,70 | 2,12 | 0,41 | 1 465    |
| Gondemaria                      | 62,18 | 15,31 | 15,58 | 2,00 | 0,53 | 751      |
| Matas                           | 56,89 | 17,04 | 18,37 | 1,48 | 0,74 | 675      |
| Nossa Senhora da Piedade        | 38,74 | 38,48 | 10,55 | 4,71 | 2,65 | 3 394    |
| Nossa Senhora das Misericórdias | 51,36 | 24,21 | 12,91 | 3,37 | 2,22 | 2 788    |
| Olival                          | 49,04 | 24,67 | 16,11 | 2,00 | 1,77 | 1 297    |
| Ribeira do Fárrio               | 75,96 | 11,35 | 9,35  | 1,17 | 0,17 | 599      |
| Rio de Couros                   | 61,60 | 18,32 | 10,41 | 3,59 | 0,46 | 1 086    |
| Seiça                           | 30,71 | 45,73 | 8,88  | 5,06 | 2,07 | 1 205    |
| Urqueira                        | 51,04 | 25,07 | 11,74 | 4,18 | 1,09 | 1 005    |
| Ourém                           | 52,88 | 24,04 | 12,82 | 3,30 | 1,34 | 24 936   |

### Rio Maior
| Partido                 | Partido                        | Votos  | %               | +/-   |
| ----------------------- | ------------------------------ | ------ | --------------- | ----- |
|                         | Partido Socialista             | 4 667  | 40,36 / 100,00  | 9,23  |
|                         | Partido Social Democrata       | 4 209  | 36,40 / 100,00  | 13,80 |
|                         | Partido Popular                | 1 105  | 9,56 / 100,00   | 0,57  |
|                         | Bloco de Esquerda              | 518    | 4,48 / 100,00   | 2,82  |
|                         | Coligação Democrática Unitária | 385    | 3,33 / 100,00   | 0,38  |
|                         | Outros                         | 250    | 2,16 / 100,00   |       |
| Votos Inválidos         | Votos Inválidos                | 428    | 3,70 / 100,00   | 1,16  |
| Total                   | Total                          | 11 562 | 100,00 / 100,00 |       |
| Eleitorado/Participação | Eleitorado/Participação        | 17 841 | 64,81 / 100,00  | 1,44  |

| Freguesia            | %     | %     | %     | %     | %     | Votantes |
| Freguesia            | PS    | PSD   | PP    | BE    | CDU   | Votantes |
| -------------------- | ----- | ----- | ----- | ----- | ----- | -------- |
| Alcobertas           | 24,94 | 50,21 | 15,79 | 2,00  | 1,33  | 1 203    |
| Arrouquelas          | 55,38 | 20,00 | 2,56  | 4,62  | 13,08 | 390      |
| Arruda dos Pisões    | 32,68 | 46,30 | 7,78  | 3,11  | 1,56  | 257      |
| Asseiceira           | 52,32 | 22,30 | 5,96  | 6,18  | 7,95  | 453      |
| Assentiz             | 49,63 | 22,56 | 4,07  | 9,63  | 7,78  | 270      |
| Azambujeira          | 42,81 | 29,50 | 13,67 | 3,60  | 4,32  | 278      |
| Fráguas              | 44,79 | 37,85 | 7,27  | 1,32  | 1,32  | 605      |
| Malaqueijo           | 47,18 | 28,52 | 7,75  | 2,46  | 2,46  | 284      |
| Marmeleira           | 43,01 | 20,07 | 9,32  | 10,75 | 11,47 | 279      |
| Outeiro da Cortiçada | 37,53 | 39,76 | 11,76 | 3,04  | 2,03  | 493      |
| Ribeira de São João  | 45,85 | 31,23 | 8,64  | 5,55  | 3,65  | 301      |
| Rio Maior            | 40,22 | 37,56 | 9,31  | 4,77  | 2,72  | 5 953    |
| São João da Ribeira  | 41,20 | 29,79 | 10,64 | 8,12  | 2,32  | 517      |
| São Sebastião        | 43,73 | 41,94 | 8,60  | 0,36  | 1,08  | 279      |
| Rio Maior            | 40,36 | 36,40 | 9,56  | 4,48  | 3,33  | 11 562   |

### Salvaterra de Magos
| Partido                 | Partido                        | Votos  | %               | +/-   |
| ----------------------- | ------------------------------ | ------ | --------------- | ----- |
|                         | Partido Socialista             | 5 358  | 54,45 / 100,00  | 11,94 |
|                         | Partido Social Democrata       | 1 632  | 16,59 / 100,00  | 11,37 |
|                         | Coligação Democrática Unitária | 1 048  | 10,65 / 100,00  | 0,72  |
|                         | Bloco de Esquerda              | 843    | 8,57 / 100,00   | 2,79  |
|                         | Partido Popular                | 464    | 4,72 / 100,00   | 3,21  |
|                         | PCTP/MRPP                      | 121    | 1,23 / 100,00   | 0,19  |
|                         | Outros                         | 115    | 1,16 / 100,00   |       |
| Votos Inválidos         | Votos Inválidos                | 259    | 2,64 / 100,00   | 0,45  |
| Total                   | Total                          | 9 840  | 100,00 / 100,00 |       |
| Eleitorado/Participação | Eleitorado/Participação        | 16 904 | 58,21 / 100,00  | 5,31  |

| Freguesia           | %     | %     | %     | %    | %    | %    | Votantes |
| Freguesia           | PS    | PSD   | CDU   | BE   | PP   | PCTP | Votantes |
| ------------------- | ----- | ----- | ----- | ---- | ---- | ---- | -------- |
| Foros de Salvaterra | 52,64 | 14,95 | 11,49 | 9,91 | 4,98 | 2,05 | 1 706    |
| Glória do Ribatejo  | 66,04 | 4,26  | 15,52 | 8,09 | 1,89 | 1,03 | 1 643    |
| Granho              | 71,73 | 10,13 | 5,27  | 7,17 | 2,95 | 1,48 | 474      |
| Marinhais           | 50,89 | 22,13 | 6,78  | 8,37 | 5,55 | 0,85 | 2 594    |
| Muge                | 71,96 | 9,81  | 6,08  | 4,14 | 4,42 | 1,24 | 724      |
| Salvaterra de Magos | 44,24 | 22,75 | 13,04 | 9,63 | 5,85 | 1,15 | 2 699    |
| Salvaterra de Magos | 54,45 | 16,59 | 10,65 | 8,57 | 4,72 | 1,23 | 9 840    |

### Santarém
| Partido                 | Partido                        | Votos  | %               | +/-   |
| ----------------------- | ------------------------------ | ------ | --------------- | ----- |
|                         | Partido Socialista             | 17 216 | 48,15 / 100,00  | 8,36  |
|                         | Partido Social Democrata       | 8 971  | 25,09 / 100,00  | 11,85 |
|                         | Coligação Democrática Unitária | 3 024  | 8,46 / 100,00   | 0,25  |
|                         | Partido Popular                | 2 569  | 7,18 / 100,00   | 1,04  |
|                         | Bloco de Esquerda              | 2 240  | 6,26 / 100,00   | 3,45  |
|                         | Outros                         | 659    | 1,84 / 100,00   |       |
| Votos Inválidos         | Votos Inválidos                | 1 079  | 3,02 / 100,00   | 1,04  |
| Total                   | Total                          | 35 758 | 100,00 / 100,00 |       |
| Eleitorado/Participação | Eleitorado/Participação        | 52 859 | 67,65 / 100,00  | 3,45  |

| Freguesia                         | %     | %     | %     | %     | %     | Votantes |
| Freguesia                         | PS    | PSD   | CDU   | PP    | BE    | Votantes |
| --------------------------------- | ----- | ----- | ----- | ----- | ----- | -------- |
| Abitureiras                       | 56,35 | 27,73 | 3,40  | 5,90  | 3,76  | 559      |
| Abrã                              | 46,09 | 32,31 | 3,37  | 8,12  | 5,05  | 653      |
| Achete                            | 53,61 | 25,99 | 4,81  | 5,58  | 4,81  | 1 039    |
| Alcanede                          | 33,97 | 41,75 | 2,63  | 12,93 | 3,03  | 2 738    |
| Alcanhões                         | 46,58 | 18,31 | 20,32 | 6,14  | 3,72  | 994      |
| Almoster                          | 55,46 | 15,44 | 14,75 | 3,24  | 6,10  | 1 017    |
| Amiais de Baixo                   | 60,82 | 19,47 | 7,85  | 2,34  | 5,85  | 1 197    |
| Arneiro das Milhariças            | 55,36 | 24,57 | 6,92  | 3,63  | 4,50  | 578      |
| Azoia de Baixo                    | 43,14 | 24,18 | 12,42 | 7,84  | 5,23  | 153      |
| Azoia de Cima                     | 68,47 | 18,68 | 4,46  | 2,55  | 2,87  | 314      |
| Casével                           | 45,93 | 27,12 | 2,89  | 5,79  | 10,85 | 553      |
| Gançaria                          | 32,50 | 46,75 | 1,75  | 8,75  | 3,75  | 400      |
| Moçarria                          | 63,46 | 13,67 | 8,93  | 3,79  | 5,28  | 739      |
| Pernes                            | 50,55 | 20,70 | 17,01 | 2,96  | 4,25  | 1 082    |
| Pombalinho                        | 64,15 | 7,55  | 17,45 | 2,59  | 4,48  | 424      |
| Póvoa da Isenta                   | 56,11 | 13,60 | 16,07 | 3,40  | 6,96  | 647      |
| Póvoa de Santarém                 | 50,00 | 25,77 | 10,05 | 4,12  | 4,90  | 388      |
| Romeira                           | 55,95 | 17,84 | 9,03  | 6,39  | 4,63  | 454      |
| Santa Iria da Ribeira de Santarém | 51,52 | 12,50 | 16,55 | 4,56  | 9,12  | 592      |
| Santarém (Marvila)                | 42,10 | 29,57 | 6,67  | 9,81  | 7,45  | 6 024    |
| Santarém (São Nicolau)            | 46,12 | 25,91 | 7,51  | 7,27  | 8,21  | 4 458    |
| Santarém (São Salvador)           | 47,11 | 24,89 | 6,64  | 8,96  | 7,57  | 4 833    |
| São Vicente do Paul               | 52,51 | 20,25 | 12,58 | 5,11  | 3,31  | 1 057    |
| Tremês                            | 54,39 | 25,93 | 3,59  | 4,81  | 5,26  | 1 311    |
| Vale de Figueira                  | 53,85 | 12,05 | 22,31 | 4,62  | 4,10  | 780      |
| Vale de Santarém                  | 53,05 | 16,77 | 12,68 | 5,30  | 7,93  | 1 640    |
| Vaqueiros                         | 44,33 | 20,69 | 19,21 | 2,96  | 7,39  | 203      |
| Várzea                            | 48,55 | 26,53 | 5,59  | 8,81  | 6,55  | 931      |
| Santarém                          | 48,15 | 25,09 | 8,46  | 7,18  | 6,26  | 35 758   |

### Sardoal
| Partido                 | Partido                        | Votos | %               | +/-   |
| ----------------------- | ------------------------------ | ----- | --------------- | ----- |
|                         | Partido Socialista             | 1 261 | 45,36 / 100,00  | 10,42 |
|                         | Partido Social Democrata       | 913   | 32,84 / 100,00  | 14,51 |
|                         | Partido Popular                | 198   | 7,12 / 100,00   | 1,87  |
|                         | Bloco de Esquerda              | 153   | 5,50 / 100,00   | 3,49  |
|                         | Coligação Democrática Unitária | 92    | 3,31 / 100,00   | 0,33  |
|                         | Outros                         | 60    | 2,17 / 100,00   |       |
| Votos Inválidos         | Votos Inválidos                | 103   | 3,71 / 100,00   | 1,18  |
| Total                   | Total                          | 2 780 | 100,00 / 100,00 |       |
| Eleitorado/Participação | Eleitorado/Participação        | 3 740 | 74,33 / 100,00  | 2,94  |

| Freguesia              | %     | %     | %     | %    | %    | Votantes |
| Freguesia              | PS    | PSD   | PP    | BE   | CDU  | Votantes |
| ---------------------- | ----- | ----- | ----- | ---- | ---- | -------- |
| Alcaravela             | 37,56 | 44,47 | 7,79  | 3,52 | 1,51 | 796      |
| Santiago de Montalegre | 29,92 | 45,08 | 10,66 | 3,28 | 1,64 | 244      |
| Sardoal                | 51,94 | 25,54 | 6,23  | 6,90 | 4,02 | 1 492    |
| Valhascos              | 45,97 | 27,42 | 6,85  | 5,65 | 6,45 | 248      |
| Sardoal                | 45,36 | 32,84 | 7,12  | 5,50 | 3,31 | 2 780    |

### Tomar
| Partido                 | Partido                        | Votos  | %               | +/-   |
| ----------------------- | ------------------------------ | ------ | --------------- | ----- |
|                         | Partido Socialista             | 10 850 | 43,67 / 100,00  | 6,86  |
|                         | Partido Social Democrata       | 7 643  | 30,76 / 100,00  | 13,36 |
|                         | Partido Popular                | 1 895  | 7,63 / 100,00   | 1,04  |
|                         | Bloco de Esquerda              | 1 723  | 6,94 / 100,00   | 4,36  |
|                         | Coligação Democrática Unitária | 1 138  | 4,58 / 100,00   | 0,61  |
|                         | Outros                         | 577    | 2,32 / 100,00   |       |
| Votos Inválidos         | Votos Inválidos                | 1 018  | 4,10 / 100,00   | 1,69  |
| Total                   | Total                          | 24 844 | 100,00 / 100,00 |       |
| Eleitorado/Participação | Eleitorado/Participação        | 38 745 | 64,12 / 100,00  | 2,26  |

| Freguesia                | %     | %     | %     | %    | %     | Votantes |
| Freguesia                | PS    | PSD   | PP    | BE   | CDU   | Votantes |
| ------------------------ | ----- | ----- | ----- | ---- | ----- | -------- |
| Além da Ribeira          | 57,43 | 20,37 | 4,40  | 5,69 | 5,50  | 545      |
| Alviobeira               | 46,57 | 35,29 | 5,64  | 4,66 | 1,47  | 408      |
| Asseiceira               | 55,55 | 21,87 | 4,95  | 8,38 | 3,75  | 1 838    |
| Beselga                  | 48,81 | 25,41 | 5,85  | 4,94 | 7,68  | 547      |
| Carregueiros             | 33,94 | 33,18 | 6,64  | 4,37 | 15,38 | 663      |
| Casais                   | 43,98 | 33,66 | 8,68  | 4,26 | 2,92  | 1 337    |
| Junceira                 | 26,60 | 45,05 | 13,59 | 4,85 | 1,75  | 515      |
| Madalena                 | 50,69 | 23,62 | 5,78  | 7,95 | 5,67  | 1 799    |
| Olalhas                  | 24,29 | 52,70 | 12,49 | 1,97 | 1,67  | 1 017    |
| Paialvo                  | 51,91 | 19,55 | 6,61  | 7,15 | 8,45  | 1 468    |
| Pedreira                 | 42,89 | 37,66 | 5,24  | 2,99 | 5,74  | 401      |
| Sabacheira               | 53,63 | 24,92 | 6,78  | 3,79 | 4,42  | 634      |
| Santa Maria dos Olivais  | 42,14 | 31,09 | 7,75  | 8,63 | 4,07  | 7 281    |
| São Pedro de Tomar       | 46,60 | 26,90 | 6,86  | 8,04 | 4,46  | 1 792    |
| Serra                    | 16,67 | 57,82 | 11,95 | 3,68 | 2,07  | 870      |
| Tomar (São João Batista) | 43,66 | 30,54 | 8,37  | 7,32 | 4,10  | 3 729    |
| Tomar                    | 43,67 | 30,76 | 7,63  | 6,94 | 4,58  | 24 844   |

### Torres Novas
| Partido                 | Partido                        | Votos  | %               | +/-  |
| ----------------------- | ------------------------------ | ------ | --------------- | ---- |
|                         | Partido Socialista             | 10 415 | 48,55 / 100,00  | 4,70 |
|                         | Partido Social Democrata       | 5 052  | 23,55 / 100,00  | 9,37 |
|                         | Bloco de Esquerda              | 1 871  | 8,72 / 100,00   | 3,68 |
|                         | Coligação Democrática Unitária | 1 824  | 8,50 / 100,00   | 0,29 |
|                         | Partido Popular                | 1 114  | 5,19 / 100,00   | 2,05 |
|                         | Outros                         | 515    | 2,40 / 100,00   |      |
| Votos Inválidos         | Votos Inválidos                | 660    | 3,08 / 100,00   | 1,12 |
| Total                   | Total                          | 21 451 | 100,00 / 100,00 |      |
| Eleitorado/Participação | Eleitorado/Participação        | 31 617 | 67,85 / 100,00  | 3,20 |

| Freguesia                  | %     | %     | %     | %     | %    | Votantes |
| Freguesia                  | PS    | PSD   | BE    | CDU   | PP   | Votantes |
| -------------------------- | ----- | ----- | ----- | ----- | ---- | -------- |
| Alcorochel                 | 54,00 | 20,52 | 8,21  | 6,05  | 3,02 | 463      |
| Assentiz                   | 49,77 | 32,88 | 5,38  | 3,20  | 3,35 | 1 971    |
| Brogueira                  | 58,03 | 15,26 | 4,93  | 13,83 | 3,02 | 629      |
| Chancelaria                | 36,18 | 42,74 | 5,13  | 2,66  | 6,36 | 1 053    |
| Lapas                      | 50,81 | 13,70 | 10,37 | 14,83 | 4,86 | 1 234    |
| Meia Via                   | 55,15 | 21,01 | 8,40  | 7,56  | 2,73 | 952      |
| Olaia                      | 52,66 | 18,88 | 8,51  | 9,13  | 4,70 | 1 128    |
| Paço                       | 43,68 | 25,72 | 6,87  | 7,98  | 7,76 | 451      |
| Parceiros de Igreja        | 54,08 | 28,19 | 4,61  | 3,72  | 4,08 | 564      |
| Pedrógão                   | 47,73 | 23,56 | 7,85  | 9,31  | 5,54 | 1 299    |
| Riachos                    | 49,59 | 16,32 | 13,01 | 11,60 | 4,02 | 2 837    |
| Ribeira Branca             | 46,00 | 11,88 | 14,04 | 18,57 | 3,24 | 463      |
| Torres Novas (Salvador)    | 44,62 | 28,63 | 6,92  | 6,75  | 7,69 | 1 170    |
| Torres Novas (Santa Maria) | 48,34 | 24,34 | 9,06  | 6,08  | 7,24 | 2 416    |
| Torres Novas (Santiago)    | 47,36 | 24,22 | 8,07  | 8,70  | 6,83 | 644      |
| Torres Novas (São Pedro)   | 47,09 | 23,74 | 9,62  | 8,67  | 5,96 | 3 576    |
| Zibreira                   | 45,09 | 25,62 | 8,15  | 12,48 | 4,66 | 601      |
| Torres Novas               | 48,55 | 23,55 | 8,72  | 8,50  | 5,19 | 21 451   |

### Vila Nova da Barquinha
| Partido                 | Partido                        | Votos | %               | +/-   |
| ----------------------- | ------------------------------ | ----- | --------------- | ----- |
|                         | Partido Socialista             | 2 231 | 52,10 / 100,00  | 4,70  |
|                         | Partido Social Democrata       | 835   | 19,50 / 100,00  | 10,36 |
|                         | Coligação Democrática Unitária | 366   | 8,55 / 100,00   | 0,99  |
|                         | Bloco de Esquerda              | 322   | 7,52 / 100,00   | 4,49  |
|                         | Partido Popular                | 297   | 6,94 / 100,00   | 0,74  |
|                         | PCTP/MRPP                      | 56    | 1,31 / 100,00   | 0,70  |
|                         | Outros                         | 57    | 1,33 / 100,00   |       |
| Votos Inválidos         | Votos Inválidos                | 118   | 2,76 / 100,00   | 0,36  |
| Total                   | Total                          | 4 282 | 100,00 / 100,00 |       |
| Eleitorado/Participação | Eleitorado/Participação        | 6 542 | 65,45 / 100,00  | 1,81  |

| Freguesia              | %     | %     | %     | %    | %    | %    | Votantes |
| Freguesia              | PS    | PSD   | CDU   | BE   | PP   | PCTP | Votantes |
| ---------------------- | ----- | ----- | ----- | ---- | ---- | ---- | -------- |
| Atalaia                | 53,43 | 14,71 | 12,25 | 7,65 | 6,86 | 1,96 | 1 020    |
| Moita do Norte         | 53,31 | 16,30 | 11,29 | 8,23 | 6,03 | 1,10 | 1 178    |
| Praia do Ribatejo      | 50,88 | 23,18 | 4,80  | 6,56 | 7,66 | 1,11 | 1 083    |
| Tancos                 | 60,00 | 17,89 | 5,79  | 8,42 | 3,68 | 0,53 | 190      |
| Vila Nova da Barquinha | 48,46 | 25,65 | 5,55  | 7,40 | 8,14 | 1,23 | 811      |
| Vila Nova da Barquinha | 52,10 | 19,50 | 8,55  | 7,52 | 6,94 | 1,31 | 4 282    |